# Химич Юрій Іванович
Ю́рій Іва́нович Хи́мич (12 квітня 1928, Кам'янець-Подільський — 23 липня 2003, Київ) — видатний майстер архітектурного пейзажу, класик українського образотворчого мистецтва XX століття, графік, педагог. Заслужений художник і архітектор України, Заслужений діяч мистецтв УРСР (1990). Член Національної спілки архітекторів України (з 1955 року) та Національної спілки художників України (з 1962 року). Наприкінці 50-х років XX століття здобув серед мистецтвознавців славу одного з кращих акварелістів СРСР того часу. Капітан інженерних військ запасу.

## Біографічні дані
Юрій Химич народився 12 квітня 1928 році у м. Кам'янці-Подільському (Україна). Батько — інженер-хімік на цукровому заводі, мати — вчителька. З дитинства писав вірші, грав на музичних інструментах, малював.
1945 року, коли Юрію Химичу виповнилося 17 років, він показав серії своїх акварелей відомому радянському художнику — академіку Олексію Шовкуненку (1884—1974) і за його порадою вступив на архітектурний факультет Київського будівельного інституту. Під час навчання в інституті (Київський національний університет будівництва і архітектури) (1945—1950) улюбленим педагогом і наставником Химича стає відомий живописець і аквареліст Михайло Штейнберг. До цього, раннього періоду творчості Ю. Химича відносяться серії акварелей: київські, ленінградські, кримські пейзажі невеликих форматів і натюрморти.
1950—1954 роки — служба в Радянській армії (м. Севастополь), де інженер-лейтенант Ю. Химич у вільний час малює переважно морські пейзажі та портрети (серію акварелей цього часу представлено в колекції «Крим»). 1952 року ці роботи були виставлені на першій персональній виставці Ю. Химича й отримали позитивні відгуки відомих радянських художників того часу — Тетяни Яблонської (1917—2005) та Михайла Дерегуса (1904—1997). Роботи Юрія Химича також справили велике враження на президента Академії архітектури УРСР Володимира Заболотного (1898—1962), який запропонував молодому художнику роботу в Академії.
1954—1955 — молодший науковий співробітник Академії архітектури УРСР.
1955—1958 — аспірант Академії архітектури УРСР, де працював над темою «Декоративно-художні засоби в інтер'єрі громадських будівель».
1957—1964 — старший художник відділу історії Українського мистецтва Академії будівництва і архітектури УРСР.
Отримавши роботу в Академії, Ю. Химич займається зображенням інтер'єрів історичних будівель, знімає копії з монументальних розписів (характерно, однак, що, на думку Г. Логвина, виконані технічно досконало, «копії» Химича завжди носили умовний характер, що були художніми інтерпретаціями). Серед спадщини цих років — сотні листів із зображеннями Києва, Чернігова, Львова й інших міст України.
Подорожує Росією, Прибалтикою, Білоруссю, Кавказом. У ці роки відбулося кілька персональних виставок Ю. Химича, серед яких понад усе слід відзначити виставку акварелей у Центральному будинку архітектора в Москві (1957). Досягнувши вершин майстерності в техніці акварелі у 1957—1958 роках (коли експерти стали вважати його одним з найкращих акварелістів СРСР), Ю. Химич несподівано для багатьох різко змінює творчу манеру і звертається до гуаші. Подорожує просторами Союзу разом з відомим живописцем Сергієм Отрощенком, вплив якого відчутний у ранній гуаші цього періоду. Створює серії робіт у Росії, Бахчисараї, Україні, багато з яких репродукується в періодичних виданнях, книгах з історії архітектури, листівках (як зауважує в автобіографії сам Ю. Химич, лише за станом на червень 1968 р. «близько 400 робіт опубліковано окремими збірками, в книгах, у журналах»).
У 1964—1985 роках Ю. Химич викладає в Київському інженерно-будівельному інституті, де обіймає посаду в. о. доцента (з 1971 року — доцента), а пізніше в. о. професора кафедри рисунка та живопису.
З 1984 року — викладач (від 1991 року — професор) Київського державного художнього інституту (нині — Національна академія образотворчого мистецтва і архітектури), де художник розробив власну програму і науково-методичний посібник зі специфіки викладання малюнка та живопису на архітектурному факультеті.
Починаючи з 1950-х років, персональні виставки Юрія Химича з успіхом проходили в Україні, Росії, Грузії, Вірменії, Литві, Угорщині, США, Фінляндії (докладніше див. розділ «Виставки»), його роботи зберігаються сьогодні в Національному художньому музеї України, музеї історії Києва, художніх музеях Росії, Прибалтики, Польщі та інших країн, а також у приватних колекціях дипломатів Вільяма Гріна Міллера (посол США в Україні у 1993—1998 роках) і Карлоса Паскуаля (посол США в Україні в 2000–20003 рр.), Блаженнішого Митрополита Володимира (Сабодана), бізнесмена Вадима Новинського (Україна), президента України Віктора Ющенка (2005—2010), Наталії Яресько (Україна), Христини Маців (Канада), Моніки Франк (посол Королівства Нідерланди в Україні у 2001—2005 роках) та інших.
Роботи Химича репродуковано в численних каталогах, календарях, тематичних листівках, поштових марках. Триптих Юрія Химича «День незалежності» прикрашає Капітолій — будинок Конгресу США у Вашингтоні.
Роботи Химича репродуковано в численних каталогах, календарях, тематичних листівках, поштових марках. Триптих Юрія Химича «День незалежності» прикрашає Капітолій — будинок Конгресу США у Вашингтоні.

## Формування унікального стилю, техніка

### Формування унікального художнього стилю
Дослідники розрізняють три періоди в творчості Ю. Химича. У ранній період художник працює переважно аквареллю, де досягає вершин майстерності у 1957—1958 роках (коли була написана, зокрема, серія «ленінградських» акварелей Ю. Химича). Період формального пошуку припав на першу половину 1960-х і характеризує Ю. Химича як художника, який працював у світовому мистецькому контексті. Зрілий період творчості Ю. Химича настає з середини 1960-х, коли художник знову повертається до реалізму, вже більш споглядального та символічного.
Говорячи про Ю. Химича, зазвичай згадують про те, що на його художню манеру вплинула перша спеціальність — архітектура. Й у цьому є незаперечна правда. Дійсно, будучи архітектором за освітою, Ю. Химич мовби наскрізь бачив структуру будівель. Тут доречна аналогія з академічним малюнком. Знаючи майже все про те, як «влаштовано» ту чи іншу будівлю, Ю. Химич був схожий на першокласного малювальника, якому знання анатомії допомагають у зображенні людських тіл.
З другого боку, виробити свій унікальний стиль в образотворчому мистецтві Ю. Химичу допомогли не лише архітектурна освіта та обдарованість, а й три, умовно кажучи, християнські художні «чесноти». По-перше, Ю. Химич був напрочуд працездатним художником і вмів сконцентруватися на найважливішому в його житті: художньому досвіді. По-друге, для Ю. Химича було характерно понадповажне й трепетливе ставлення до натури, в якій він завжди черпав натхнення. Нарешті, по-третє, протягом років вивчаючи та копіюючи храмові розписи, Ю. Химич став причетним до іконописної традиції.
Ю. Химич вкрай винахідливий у техніці. Але в його роботах — за винятком кількох років, відданих формальному пошуку, — немає місця стилістичній суб'єктивності. Ю. Химич не намагається підпорядкувати натуру своєму стилю. Все якраз навпаки: прагнучи передати той чи інший стан природи або специфіку тієї чи іншої національної архітектури, Ю. Химич спеціально, під конкретне художнє завдання, виробляє нові стилі та техніки. Наприклад, зіткнувшись з неможливістю зобразити феномен білих ночей, малюючи Псковщину, Ю. Химич переходить з акварелі на гуаш. А пізніше, коли перед ним стоятиме завдання зобразити бентежне, вітряне небо російської Півночі, Ю. Химич фактично відмовиться від кольору і створить свою геніальну «чорну» серію, де йому вдасться відобразити простір неба, використовуючи білі листи паперу і відтінки чорного (до яких іноді — як особливу живописну розкіш — буде додано синій).
Переносячи на папір сотні іконописних зображень, переважно храмових розписів, художник перейнявся художньою мовою ікони, засвоїв її специфічні засоби виразності. У цьому ж — іконічному — аспекті слід оцінювати і вплив на Ю. Химича художньої традиції фовізму. Відкриті кольори, зведення форм до обрису, площинне трактування форм. Все це об'єктивно присутнє у живописі Ю. Химича, споріднюючи його з радянськими фовістами. Однак умовний фовізм Ю. Химича — не єдиний і не головний ключ до розгадки його унікальної художньої мови. Сам художник говорив про те, що малює «портрети будівель». Але набагато точнішим, ніж слово «портрет», тут було б слово «ікона». Зображуючи «лики», «образи» або «ікони» будівель і міст, Ю. Химич користувався символічними узагальненнями, яким його навчили не європейські художники, а фрески і мозаїки Софії Київської та храмові розписи дерев'яної церкви Святого Духа у Потеличі (1502). Звідси ж — з народної ікони, яка обводила чорною лінією контури облич і фігур — виник і дивовижний світ Ю. Химича, де будівлі, предмети і люди окреслені за допомогою символічних чорних контурів.

### Техніка
У багатьох поціновувачів творчості Ю. Химича, які не бачили його робіт наживо, виникає питання: «Невже Химич не працював маслом?» Але парадокс гуаші Химича (в якій виконано переважну більшість його робіт) у тому, що він користувався нею настільки віртуозно, що вона виглядає набагато «живописніше» за масло і темперу. До початку 1960-х художник працював здебільшого аквареллю. Потім митець перейшов до гуаші, лише зрідка використовуючи темперу. Чим зумовлено такий вибір техніки? На перший погляд, Ю. Химич працював «чим попало» і «на будь-чому» (багато його робіт, наприклад, виконано на зворотному боці креслень або на найдешевшому папері). Але ось що дивно: саме завдяки такій — гранично простій і дешевій техніці — Ю. Химич зміг забезпечити для своїх робіт надійне збереження в майбутньому. Гуаш Ю. Химича виявилася ніби далеким родичем енкаустики. В енкаустиці пігмент проникав у дерев'яну дошку завдяки речовині, що сполучала фарбу, — воску. А в гуаші Ю. Химича фарба виявлялася «глибоко всередині» паперу завдяки воді та пористій структурі дешевих сортів паперу. Так надто аскетична техніка в руках Ю. Химича стала також надто довговічною. Порівнюючи стан гуашей Ю. Химича з роботами художників, які віддавали перевагу дорожчому паперу й фарбі, з подивом помічаєш, що погляду історії дешеві техніки живопису виявилися набагато надійнішими та довговічнішими.

## Виставки
Роботи художника демонструвалися на десятках персональних художніх виставок у СРСР і за кордоном. Командою KhymychMuseum проводиться дослідницька робота з метою складання єдиного списку його прижиттєвих виставок і публікацій (на основі особистого архіву художника).

### Персональні виставки живописних і графічних робіт Ю.І.Химича
- 1952 — Київ. Союз Радянських архітекторів. Виставка акварельних робіт «Севастополь — Бахчисарай».
- 1953 — Київ. Союз Радянських архітекторів. Виставка акварельних робіт «Пам'ятники архітектури Криму».
- 1955 — Київ. Союз Радянських архітекторів. Виставка акварельних робіт «Архітектура Львова».
- 1957 — Москва. Виставка «Пам'ятники архітектури України» (акварель). Центральний будинок архітектора. Союз архітекторів СРСР. Експонувалося близько 100 робіт.
- 1958 — Київ. Виставка «Пам'ятники архітектури міст Радянського Союзу» (акварель). Організатори: Спілка художників України, Союз архітекторів України. Експонувалося близько 120 робіт.
- 1959 — Кишинів. Виставка акварельних робіт у Союзі Радянських Архітекторів м. Кишинева.
- 1960 — Львів. Виставка «Пам'ятники архітектури Радянського Союзу» (акварель, гуаш). Львівський державний музей Українського мистецтва. Експонувалося близько 150 робіт.
- 1965 — Новгород. «Пам'ятники архітектури народів Радянського Союзу. Архітектура Польщі» (акварель, гуаш). 1965 р. Новгородський державний художньо-історичний музей. Експонувалося близько 150 робіт.
- 1964—1965 — Львів. «Пам'ятники архітектури і монументального живопису України» (акварель, гуаш). Львівський державний музей Українського мистецтва. Експонувалося понад 100 робіт.
- 1966 — Київ. Виставка «Російська і українська архітектура XI—XVIII ст.» (акварель, гуаш). Організатори: Міністерство культури УРСР, Київський державний музей російського мистецтва. Експонувалося близько 200 робіт.
- 1966 — Львів. Виставка робіт Юрія Химича (гуаш). Львівський будинок архітектора. Експонувалося 60 робіт.
- 1968 — Львів. Виставка «Софія Київська у творчості Юрія Химича» (гуаш). Львівський державний музей українського мистецтва. Експонувалося 80 робіт.
- 1971 — Будапешт. Виставка «Пам'ятники архітектури народів Радянського Союзу» (гуаш, акварель). Організатори: Союз архітекторів Угорщини, Союз архітекторів України, Міністерство вищої освіти СРСР. Експонувалося 120 робіт.
- 1971—1972 — Київ. Виставка «Пам'ятники архітектури України» (гуаш, акварель, темпера). Державний архітектурно-історичний заповідник «Софія Київська». Експонувалося понад 200 робіт.
- 1973 — Харків. Виставка робіт Юрія Химича (акварель гуаш, монотипія). Харківський будинок архітектора. Експонувалося 120 робіт.
- 1974—1975 — Київ. Виставка «Фінляндія» (гуаш). Організатор: Товариство з культурних зв'язків із закордонними країнами. Експонувалося 60 робіт.
- 1974 — Чернігів. Виставка «Пам'ятники архітектури України». Чернігівський обласний архітектурно-історичний музей-заповідник. Експонувалося 80 робіт.
- 1976 — Київ. Виставка «Російська архітектура» (монотипія). Організатори: Республіканський будинок архітектора, Союз архітекторів України. Експонувалося 50 робіт.
- 1978 — Київ. Виставка «По Угорщині» (гуаш). Організатор: Товариство з культурних зв'язків із закордонними країнами. Експонувалося 63 роботи.
- 1978 — Київ. Виставка «Пам'ятники архітектури народів Радянського Союзу» (живопис, графіка). Організатори: Спілка художників України, Союз архітекторів України. Експонувалося понад 100 робіт.
- 1982 — Київ. Виставка «Пам'ятники архітектури м. Києва» (живопис, графіка). Експонувалося понад 100 робіт.
- 1987 — Київ. Виставка «Сванетія» (акварель). Художній фонд УРСР. Експонувалося 50 робіт.
- 1999 — Київ. «Пам'ятники архітектури України у творчості Юрія Химича». Американський Дім (Київ, вул. Мельникова, 63). За участі Посольства США в Україні.
- 2002 — Нью-Йорк. Виставка Юрія Химича в Українському Інституті Америки, за підтримки Ігоря Фіглюса і Наталії Яресько.
- квітень 2003 — Київ. Виставка в Національній академії образотворчого мистецтва і архітектури.
- липень 2003 — Київ. Виставка у приміщенні Київради (Хрещатик, 36).

### Посмертні персональні виставки
2003—2004 рр. Три персональні виставки «Юрій Химич: відомий і невідомий» у київській галереї «Коло».
2006 р. (червень) Київ. Передаукціонна виставка у виставковому залі «Хлебня» в рамках благодійного аукціону творів Юрія Химича.
2009 р. (жовтень) Кам'янець-Подільський. Виставка «Зі скарбниці Юрія Химича: архітектура древнього Кам'янця» у «Вірменському колодязі» (понад 20 робіт, акварель, гуаш, гризайль, монотипія).
2010 р. (14 липня — 15 серпня) Київ. Виставка «Софія Київська у творчості Юрія Химича» в приміщенні «Хлебни» Національного заповідника «Софія Київська» (вул. Володимирська, 24). Організатори: Національний заповідник «Софія Київська», Всеукраїнська асоціація музеїв.
2011 р. (9–18 грудня) Київ. У рамках Четвертого Великого Антикварного Салону в культурно-мистецькому комплексі «Мистецький арсенал» пройшла виставка робіт Ю. Химича «Сакральна архітектура України і Росії» (близько 150 робіт у техніці акварель, гуаш, монотипія).
2013 р. (12 квітня — 12 травня) Київ. Ювілейна (до 85-річчя з дня народження) виставка Юрія Химича в київській галереї «КалитаАртКлуб».
2014 р. (лютий) Київ. Виставка «Юрій Химич: Художник і місто» в Музеї історії Києва (понад 50 робіт, 1948—1993 рр.).
2014 р. (травень) Київ. У рамках проекту ArtLobby, який курирує готель InterContinentalKiev, стартувала виставка художників Юрія і Михайла Химичів. Спадщину Ю. Химича було представлено київської серією (гуаш).
2016 р. (листопад) Київ. Виставка «TOPOS Юрія Химича. Фінляндія» в «КалитаАртКлуб».
2017 р. (січень) Гельсінкі. Виставка «TOPOS Юрія Химича. Фінляндія». Експоновано понад 40 гуашей, створених Ю. Химичем під час поїздки до Фінляндії в 1969 р. У відкритті виставки, приуроченої до 90-річчя з дня народження художника і 25-річчя встановлення дипломатичних відносин між Україною і Фінляндією, взяла участь перша леді України Марина Порошенко.
Увага! Розміщений вище список персональних виставок художника (крім періоду 1952—1987 рр.) не є повним. З надходженням інформації список виставок розширюватиметься і деталізуватиметься.

### Участь у групових художніх виставках
1955 р. Київ. Перша республіканська виставка художників-архітекторів України. Експонувалося 6 робіт (акварель).
1955 р. Київ. Міська виставка київських художників. Організатор: Спілка художників України. Експонувалося 3 роботи (акварель).
1955 р. Київ. Виставка «Архітектура Польщі і Чехословаччини». Організатори: Академія архітектури УРСР, Союз архітекторів України. Експонувалося 62 роботи (акварель).
1968 р. Київ. Республіканська виставка «Софія Київська у творчості художників». Організатори: Спілка художників України, Музей-заповідник «Софія Київська». Експонувалося близько 100 робіт.
1970 р. Київ. Міська виставка київських художників. Організатор: Спілка художників України. Експонувалося 2 роботи (акварель, гуаш).
1971 р. Київ. Республіканська виставка, присвячена XXIV з'їзду КПРС. Організатори: Спілка художників України, Музей російського мистецтва. Експонувалося 2 роботи (гуаш).
1972 р. Київ. Виставка "Російська і українська архітектура XII—XVIII ст. Організатори: Міністерство культури УРСР, Київський державний музей російського мистецтва. Експонувалося близько 250 робіт (акварель, гуаш).
1972 р. Львів. Виставка «Софії Київській — 930 років». Організатори: Львівське обласне управління культури УРСР, Київський державний музей-заповідник «Софія Київська», Львівський музей українського мистецтва. Експонувалося близько 100 робіт.
1974 р. Москва. Зональна виставка «Образотворче мистецтво Української РСР» (п'ятнадцятиріччю створення СРСР присвячується). Експонувалася 1 робота (монотипія).
1974 р. Чернігів. Виставка «Пам'ятники архітектури України». Організатор: Чернігівський обласний історичний музей. Експонувалося близько 20 робіт (гуаш, акварель).
1974—1978 рр. Київ. Виставка «30 років заповіднику „Софія Київська“. Експонувалося 6 робіт (гуаш).
1977 р. Київ. Третя Республіканська виставка акварелі. Організатор: Спілка художників України. Експонувалося 3 роботи.
1977 р. Мінськ. Друга Всесоюзна виставка акварелі. Експонувалася 1 робота.
1978 р. Львів. Четверта Республіканська виставка акварелі. Організатор: Спілка художників України, Львівський музей українського мистецтва. Експонувалося 3 роботи.
1978 р. Москва. Третя Всесоюзна виставка акварелі. Експонувалася 1 робота.
1978 р. Київ. Республіканська виставка малюнка. Експонувалося 4 роботи.
1978 р. Москва. Виставка „Мистецтво Київської Русі домонгольського періоду“. Організатори: Центральний музей архітектури ім. Щусєва, Музей-заповідник „Софія-Київська“. Експонувалося 12 робіт (акварель, копії мозаїк).
1979 р. Київ. Республіканська виставка художників-архітекторів. Організатор: Союз архітекторів України. Експонувалося 3 роботи (гуаш).
1980 р. Київ. Виставка „По Угорщині“. Організатори: Спілка художників України, Товариство з культурних зв'язків за кордоном. Експонувалося 2 роботи (гуаш).
1982 р. Київ. Республіканська художня виставка, присвячена 60-річчю утворення СРСР. Організатор: Союз архітекторів України. Експонувалося 2 роботи (гуаш).
1982 р. Київ. Художня виставка, присвячена 1500-річчю Києва. Організатори: Держбуд УРСР, Бібліотека Держбуду УРСР. Експонувалося 20 робіт (гуаш).
1982 р. Монреаль (Канада). Міжнародна виставка „Людина і світ“. Експонувалося 2 роботи (гуаш).
1982 р. Київ. Республіканська художня виставка, присвячена 60-річчю утворення СРСР. Організатор: Спілка художників України. Експонувалося 2 роботи (гуаш).
1983 р. Київ. Республіканська художня виставка, присвячена 1500-річчю Києва. Організатори: Сою художників України, Музей м. Києва. Експонувалося 3 роботи (акварель).
1983 р. Київ. Республіканська художня виставка акварелі. Організатор: Спілка художників України. Експонувалося 4 роботи.
1984 р. Київ. Республіканська художня виставка, присвячена Радянській Армії. Організатор: Спілка художників України. Експонувалося 2 роботи (акварелі).
1984—1985 рр. Київ. Всесоюзна виставка „Архітектура України“. Організатори: Державний музей „Софія Київська“, Держбуд УРСР, Союз архітекторів України. Експонувалося 12 робіт (гуаш).
1985 р. Київ. Виставка „Монументальний живопис України“. Організатор: Державний музей-заповідник „Софія Київська“. Експонувалося 2 роботи (копії настінних розписів).
1985—1988 рр. Київ. Виставка „Мистецтво Київської Русі“. Організатор: Державний музей „Софія Київська“. Експонувалося 8 робіт (акварель, гуаш).
1985—1988 рр. Київ. Виставка „Архітектура Радянської України“. Організатори: Державний музей „Софія Київська“, Держбуд УРСР, Союз архітекторів України. Експонувалося 6 робіт (гуаш, акварель).
1986 р. Баку. Всесоюзна виставка акварелі. Експонувалося 3 роботи.
1986 р. Київ. Республіканська художня виставка „Мальовнича Україна“. Організатор: Спілка художників України. Експонувалося 3 роботи (гуаш).
1986 р. Київ. Республіканська художня виставка. Організатор: Спілка художників України. Експонувалася 1 робота (монотипія).
1987 р. Запоріжжя. Республіканська художня виставка „Мальовнича Україна“. Організатор: Спілка художників України. Експонувалося 3 роботи.
1987 р. Київ. Шоста Республіканська виставка акварелі. Організатор: Спілка художників України. Експонувалося 3 роботи.
1988 р. Київ. Республіканська виставка „На варті миру“. Організатор: Спілка художників України. Експонувалася 1 робота (акварель).
1988 р. Київ. Республіканська художня виставка, присвячена 50-річчю утворення Спілки художників СРСР. Експонувалося 2 роботи.
1988 р. Київ. Художня виставка „Київ і Кияни“. Організатор: Спілка художників України. Експонувалося 2 роботи (акварель).
1995 р., за сприяння Центру Візуального і Драматичного мистецтва (Москва) 69 робіт Ю. І. Химича експонувалися в Росії, Великій Британії, Німеччині, Франції та Чехії.
Список складений на основі записів з особистого архіву Ю. І. Химича і доповнюватиметься мірою вивчення матеріалів.

## Публікації про художника

### Статті в енциклопедичних виданнях
Енциклопедія українознавства: Словникова частина: [в 11 тт.] / Наукове товариство імені Шевченка; гол. ред. проф., д-р Володимир Кубійович. — Париж; Нью-Йорк: Молоде життя; Львів; Київ: Глобус, 1955—2003. Словникова частина. — Т. 9. — С. 3589.
Мітці України: Енциклопедичний довідник / Упор.: М. Г. Лабінській, В. С. Мурза / За ред. А. В. Кудрицького. — К. : Українська енциклопедія» ім. М. П. Бажана, 1992. — 848 с. — ISBN 5-88500-042-5. — С. 612—613.
Мистецтво України: Біографічній довідник / Упор.: А. В. Кудрицький, М. Г. Лабінський / За ред. А. В. Кудрицького. — К. : Українська енциклопедія ім. М. П. Бажана, 1997. — 700 с. — ISBN 5-88500-071-9. — С. 615.
Бондаренко Р. Химич Юрій Іванович // Енциклопедія історії України: у 10 т. / Редкол.: В. А. Смолій (голова) та ін.; Інститут історії Україні НАН України. — К. : Наук. думка, 2013. — Т. 10: Т — Я. — С. 382. — ISBN 978-966-00-1359-9.

### Статті про художника в каталогах Ю.І.Химича
Пам'ятники архітектури України в творчості Юрія Химича / Автор передмови Вільям Грін Міллер, посол США в Україні (1993—1998). — Київ — Прага, 1999.
Пам'ятники архітектури Києва в творчості Юрія Химича: Науково-художнє видання / Текст Юрій Белічка, професор, кандидат мистецтвознавства. — Київ, 2003 р. (укр. і англ.). — 293 с.
Вільям Грін Міллер. Він володів даром розпізнавати душу місцевості. // Topos Юрія Химича. Альбом-каталог / Склад.: Тетяна Калита, Іван Григор'єв. — К. : Дух і літера, 2013. — 136 с. ISBN 978-966-378-306-2. — С. 6-9. Укр. і англ. мовами. Текст вперше надруковано: Дзеркало Тижня, 26 вересня 2003 р. Електронний текст доступний за адресою: https://gazeta.zn.ua/SOCIETY/on_obladal_darom_raspoznavat_dushu_zemli.htm. Англійський текст доступний за адресою: http://www.ukrweekly.com/old/archive/2003/370310.shtml
Михайло Химич. Ключ до місцевості // Topos Юрія Химича. — С. 26–35. Укр. і англ. мовами.
Людмила Міляєва, проф. «Архітектурний ген» Юрія Химича // Topos Юрія Химича. — С. 16-19. Укр. і англ. мовами.

### Публікації про творчість Ю. Химича в радянській і зарубіжній пресі (1953—1987рр.)
(З особистого архіву Ю. І. Химича)
Миляева Л. На виставках акварелей Ю. Химича // Радянське мистецтво (Советское искусство) (журнал) — 1953. — 7 жовтня (Київ).
Пианида Б. Выставка акварельных произведений // Вечерний Киев. — 1958. — 7 апреля.
Городской В. Талант и труд // Литературная газета. — 1958. — 8 апреля.
Васильев Т. На выставках киевских архитекторов // «Советская Молдавия». — 1958. — 14 мая (Кишинев).
Натальина Л. Рисунки художника Химича // Вечерний Киев. — 1959. — 15 июля.
Батич М. Мастерство художника // Львовская правда. — 1960. — 8 декабря.
Саноцкая Х. Творческий отчет молодого художника // Вільна Україна (Свободная Украина). — 1961. — 4 января (Львов).
Пианида Б. Выставка акварелей художника-архитектора Ю. Химича // Вечерний Киев. — 1962. — 28 марта.
Богданович Г. Архитектурная сюита // Украина. — 1964. — 6 февраля (Киев).
Беличко Ю. «Красота столетий» // Дніпро (Днепр) (журнал). — 1965. — № 8 (Киев).
Городской Валерий. На холстах — шедевры зодчества // Літературна Україна (Литературная Украина). — 1965. — 8 июня.
Богданович Г., Московченко В. Мастер архитектурного пейзажа // Життя і слово. — 1966. — 2 мая (Канада).
Богданович Г., Московченко В. Мастер архитектурного пейзажа // Наша Культура. — 1966. — Май (Варшава).
Велигоцкая Н. Архитектура в изобразительном искусстве // Ранок (Утро) (журнал). — 1966. — № 9. (Киев).
Миляева Л. Старинные украинские росписи // Декоративное искусство (журнал). — 1966. — № 7 (Москва).
На вашу книжную полку. Открытки // Советская культура. — 1967. — 21 февраля (Москва).
Корогодский Р. Памятники величия и красоты // Литературная Украина. — 1967. — 14 февраля (Киев).
Касиян В. Советское изобразительное искусство // Украинская Советская Энциклопедия, 17-й том, УССР.
Логвин Г. Н. София Киевская в рисунках Ю. И. Химича. — К. : Мистецтво (Искусство), 1967.
Ватунюк М., Чернов Ю., Козачук-Богачук П. Живые страницы каменной летописи // За будівельні кадри. — 1968. — 10 апреля.
Головань Ирина. Всегда современны // Советский Союз (журнал). — 1968. — № 4 (Москва).
Ксеневич М. Знакомьтесь: архитектурные пятницы // За будівельні кадри. — 1968. — № 11. — 13 марта.
Петренко М. «Киево-Печерский заповедник. Рисунки Ю. Химича». — К. : Мистецтво, 1969.
София Киевская в изобразительном искусстве // Образотворче мистецтво (Изобразительное искусство) (журнал). — 1970. — № 5.
Ларионова Л. Д. Искусство прекрасное, вечное // Строительство и архитектура (журнал). — 1971. — № 8 (Киев).
Шмитько А. Весомые приобретения // За будівельні кадри. — 1971. — № 30. — 22 сентября.
Выставка Юрия Химича // Газета Népszabadság (венг. Непсабадшаг — «Народная свобода»). — 1972. — 11 марта (Будапешт) (на венгерском языке).
Ильин М. Архитектурные памятники России. Деревянное зодчество Севера. — М. : Изобразительное искусство, 1972.
Маневич Р. Вторая и не последняя // За будівельні кадри. — 1972. — № 35. — 3 ноября.
Касиян В. Музеи родного города // Вечерний Киев. — 1972. — № 48. — 26 февраля.
Чепелик В. Архитектурная пятница // За будівельні кадри. — 1972. — № 33. — 20 октября.
Дехтярь З. Краса родной земли // Вісті з України (Вести с Украины). — 1972. — № 21. — 18 мая.
Лемке А. Знакомое — заново // Советская культура. — 1972. — № 24. — 26 февраля (Москва).
Художник в архитектуре // Робітнича газета (Рабочая газета). — 1972. — № 18. — 22 января (Киев).
Соловей Е. Влюбленность в архитектуру // Литературная Украина. — 1972. — № 14. — Февраль.
Химич Юрий Иванович // Словарь художников Украины (отв. ред. Н. Бажан). — К. : Изд-во Украинской Советской Энциклопедии, 1973.
Сторчак Н. Языком искусства // За будівельні кадри. — 1973. — № 3. — 19 января.
Художник-архитектор о Финляндии (РАТАУ) // Правда Украины. — 1974. — № 253. — 29 октября.
Рисует Юрий Химич // За будівельні кадри. — 1974. — № 34. — 30 октября.
Интересная экспозиция (РАТАУ) // Вечерний Киев. — 1974. — № 259. — Ноябрь.
Друг А. Мастер архитектурного пейзажа // Деснянская правда. — 1974. — № 32. — 15 февраля (Чернигов).
Венгерские впечатления художника Юрия Химича // Всесвіт (Весь мир, Вселенная) (журнал). — 1975. — № 41.
Андрейко И. Школьникам о зодчестве // Правда Украины. — 1976. — № 199. — 27 августа.
Рубан Валентина. Шедевры зодчества // Культура і життя (Культура и жизнь). — 1976. — № 36. — 4 мая.
Мартынов М. Архитектура Русского Севера // Архитектура (приложение к Строительной газете). — 1976. — № 22. — 31 октября (Москва).
И. Лобода. Дворец среди садов. — М. : Изобразительное искусство, 1977.
Чернигов (хроника). Выставка «памятники архитектуры Украины» // Образотворче мистецтво (Изобразительное искусство) (журнал). — 1978. — № 4.
В честь знаменательной даты (РАТАУ) // Прапор комунізму (Знамя коммунизма). — 1978. — № 79. — 4 апреля.
В честь знаменательной даты (РАТАУ) // Правда Украины. — 1978. № 79. — 4 апреля.
Велигоцкая Н. И. Творчество Ю. И. Химича // Строительство и архитектура. — 1978. — № 7.
Усі барви країни (Все краски страны) // Культура і життя (Культура и жизнь). — 1981. — 23 марта.
Розум И. Те, що в камені живе. (Живущее в камне) // Украина (журнал). — 1981. — № 44. — Ноябрь.
Петренко В. Барви неповторності (Краски неповторимости) // Культура і життя (Культура и жизнь). — 1981. — № 44. — 4 июня.
Велигоцкая Н. И. Пам'ятки архітектури Києва (Памятники архитектуры Киева) // Строительство и архитектура. — 1981. — № 8.
Юрий Беличко. Краса століть (Красота столетий) // Юрій Белічко. Художник. Мистецтво. Час. — К. : Мистецтво, 1982.
М. Кюлло. Подарунок художника (Подарок художника) // За будівельні кадри. — 1983. — 2 февраля.
Ю. Химич. Памятники архитектуры народов СССР // Строительство и архитектура (журнал). — 1983. — № 3.
В бібліотеці ім. М. П. Бажана (В библиотеке Н. П. Бажана) // Литературная Украина. — 1984. — 4 декабря.
В бібліотеці ім. М. П. Бажана (В библиотеке Н. П. Бажана) // Молодая гвардия. — 1984. — 4 декабря.
Р. Звиняцковский. Вклад художника // Рабочая газета. — 1987. — № 175. — 30 июня.
В Киеве пейзажи Сванетии // Вечерний Тбилиси. — 1987. — № 122. — 27 мая.
Розум И. Щедрость таланта // Украина (журнал). — 1987. — Июнь.
Рисует Юрий Химич // Строительство и архитектура. — 1987. — № 6.

## Відомості про окремих авторів, що згадуються в бібліографії
(див. вище)
Лада (Людмила Семенівна) Міляєва — український мистецтвознавець. Член Національної спілки художників України (1959). Заслужений діяч мистецтв України (1992). Доктор мистецтвознавства (1988). Професор Національної академії образотворчого мистецтва і архітектури (1991). Дійсний член Академії мистецтв України (2000).
Борис Микитович Піаніда (1920—1993) — український живописець і мистецтвознавець, кандидат мистецтвознавства (1951). Закінчив Київський художній інститут (1947), педагоги: Єлева, Шовкуненко, Яблонська). Автор монументальних і живописних робіт.
Христина-Олена Іванівна Саноцька (1931—1999) — український мистецтвознавець, кандидат мистецтвознавства (1970), професор (1997), заслужений діяч мистецтв (1997). У 1959—1964 рр. — вчений секретар Львівського музею Українського мистецтва (нині — Національний музей у Львові імені Андрія Шептицького).
Юрій Васильович Белічко (1932—2010). Український мистецтвознавець. Кандидат мистецтвознавства (1964). Професор (1994). Заслужений діяч мистецтв України (1994). Член Національної спілки художників України (1964). Основний напрям наукової діяльності — дослідження історії та сучасних проблем українського образотворчого мистецтва.
Ніна Іванівна Велігоцька. Заслужений діяч мистецтв України (1990). Кандидат мистецтвознавства (1978). Народилася 31.07.1935 у Конотопі Сумської області. Закінчила Московський державний університет ім. М. Ломоносова. Працює в галузі мистецтвознавства, живопису. Основні твори: «Історія українського мистецтва» у співавт. (1967), «Сучасне українське народне мистецтво» (К., 1976), «Погляд» (1989), «Марія Приймаченко» (К., 1989, 1994). Член НСХУ (1970). Заслужений діяч мистецтв України (1990). Кандидат мистецтвознавства (1978).
Роман Миронович Корогодський (1933—2005) — український кінокритик і літературознавець, автор понад 400 статей.
Василь Ілліч Касіян (1896—1976) — радянський український графік, класик радянського живопису і графіки, педагог, засновник художньої школи української графіки. Крім творчої праці В. І. Касіян був видатним ученим, мистецтвознавцем і теоретиком українського та світового мистецтва.
Григорій Никонович Логвін (1910—2001) — український історик архітектури, архітектор, кандидат архітектури (1948), доктор мистецтвознавства (1969). Почесний академік Академії архітектури України (1992), лауреат премії ім. Грушевського (1992), лауреат Національної премії України імені Тараса Шевченка (1993), заслужений діяч мистецтв України (1996).
Михайло Якович Ксеневич — український архітектор, кандидат архітектури, доцент, автор містобудівного та архітектурного рішення комплексу «Твоїм визволителям, Донбас» («Визволителям Донбасу») в Донецьку. Автор десятка наукових публікацій і трьох монографій.
Михайло Андрійович Ільїн (1903—1985) — видатний радянський мистецтвознавець, історик архітектури, москвознавець, доктор мистецтвознавства (1956), професор, завідувач кафедри історії вітчизняного мистецтва історичного факультету МДУ в 1967—1972 рр. У науковому доробку Ільїна виділяються дослідження, присвячені історії раннього московського зодчества, московської школи іконопису («Мистецтво Московської Русі епохи Феофана Грека і Андрія Рубльова», 1976), московської архітектури XV—XVIII ст. («Кам'яний літопис Московської Русі», 1966).
Віктор Васильович Чепелик (1927—1999) — архітектор, історик архітектури, письменник, академік. Лауреат Державної премії України в галузі архітектури. Автор 185 наукових праць з історії світової та української архітектури. Велика частина дослідницької діяльності присвячена вивченню українського архітектурного модерну.
Валентина Василівна Рубан (1940—2014) — мистецтвознавець, автор наукових досліджень, фундаментальних монографічних видань з проблем українського образотворчого мистецтва і художньої культури. Доктор мистецтвознавства (1991). Член-кореспондент Національної академії мистецтв України (1997). Заслужений діяч мистецтв України (1994).

## Твори
Автор станкових серій:
- «Дерев'яне зодчество Півночі Росії» (1970-і).
- Ленінград (акварель, 1949—1957).
- Ленінград (гуаш, 1964).
- Ленінград (мішана техніка, 1975).
- Москва (гуаш, 1971).
- Троїце-Сергієва лавра (гуаш, 1968).
- Загорськ и Новодівочий (акварель, 1957 г.)
- «Пам'ятки архітектури Львова» (1960—1980).
- «Київ», «Чернігів», «Дніпро» (всі — 1950—1990).
- «Дерев'яне зодчество України» (1989—1990).
- «Пам'ятки архітектури Галичини» (1990).
- «Пам'ятки архітектури Криму» (1993).
- Післявоєнний Севастополь (акварель, этюди, початок 1950-х).
- Бахчисарай (акварель, 1952).
- Крим (гуаш, 1962).
- Крим (акварель, 1970).
- Крим (гуаш, 1970—1983).
- Крим (крейда, 1983).
- «Фортеці України» (1994).

Серед творів є присвячені Кам'янцю-Подільському:
- «Стародавній Кам'янець-Подільський» (1965, гуаш).
- «Стародавні башти над містом» (1965, гуаш).
- «Кушнірська башта (XVI—XVIII ст.)» (1965, гуаш).
- «Ансамбль кафедрального костьолу (XV—XVIII ст.)» (1966, гуаш).
- «Кам'янець-Подільська фортеця з боку Хотинської дороги».

Альбоми:
- «Пам'ятки архітектури України у творчості Юрія Химича: Сто вибраних творів» (Київ, 1999),
- «Софія Київська у творчості Юрія Хіміча» (Київ, 1962),
- «Бахчисарай» (Москва, 1972),
- «По древнему Львову» (Москва, 1974),
- «Деревянное зодчество Севера» (Москва, 1975) та ін.

(Розділ буде поповнюватися)